# Droue-sur-Drouette
Droue-sur-Drouette – miejscowość i gmina we Francji, w Regionie Centralnym, w departamencie Eure-et-Loir.
Według danych na rok 1990 gminę zamieszkiwały 1054 osoby, a gęstość zaludnienia wynosiła 200 osób/km² (wśród 1842 gmin Regionu Centralnego Droue-sur-Drouette plasuje się na 372. miejscu pod względem liczby ludności, natomiast pod względem powierzchni na miejscu 1352.).